# محمد خدیس
محمد خدیس (انگلیسی: Mohamed Khedis; ۲۹ فوریهٔ ۱۹۵۲ – ۲۶ اوت ۲۰۰۸) بازیکن فوتبال اهل الجزایر بود.
از باشگاه‌هایی که در آن بازی کرده‌است می‌توان به باشگاه فوتبال نصر حسین دای اشاره کرد.
وی همچنین به همراه تیم ملی فوتبال الجزایر در بازی‌های المپیک تابستانی ۱۹۸۰ شرکت کرده است.